# Гюнтерслебен-Вехмар
Гюнтерслебен-Вехмар (нім. Günthersleben-Wechmar) — громада в Німеччині, розташована в землі Тюрингія. Входить до складу району Гота.
Площа — 26,80 км2. Населення становить Невірний параметр metadata 16 067 085 ос. (станом на 31 грудня 2021).

## Відомі особистості
В поселенні народився:
- Фрідріх Зайтц (1848—1918) — німецький композитор і скрипаль.